# جون بيل (ممثل)
جون بيل (بالإنجليزية: John Beal)‏ مواليد 13 أغسطس 1909 في ميزوري، الولايات المتحدة - الوفاة 26 أبريل 1997 في سانتا كروز دي لا سايرا، كاليفورنيا، الولايات المتحدة، هو ممثل أمريكي بدأ مسيرته الفنية سنة 1933. امتدت مسيرته الفنية لأكثر من 60 عاما.

## الأعمال
- البؤساء
- إداناتي الستة

## روابط خارجية
- جون بيل على موقع IMDb (الإنجليزية)
- جون بيل على موقع ألو سيني (الفرنسية)
- جون بيل على موقع ميوزك برينز (الإنجليزية)
- جون بيل على موقع أول موفي (الإنجليزية)
- جون بيل على موقع قاعدة بيانات برودواي على الإنترنت (الإنجليزية)
- جون بيل على موقع قاعدة بيانات الأفلام السويدية (السويدية)
- جون بيل على موقع إن إن دي بي (الإنجليزية)
- جون بيل على موقع قاعدة بيانات الفيلم (الإنجليزية)
- جون بيل على موقع كينوبويسك (الروسية)